# Partit Comunista dels Països Baixos
Partit Comunista dels Països Baixos (neerlandès Communistische Partij Nederland, CPN) fou un partit polític neerlandès d'ideologia comunista. Fou fundat el 1909 pels membres del diari De Tribune (fundat el 1907), crítics amb el Partit Socialdemòcrata dels Treballadors dels Països Baixos (SDAPN), més orientats al marxisme ortodox i a la defensa de la revolució proletària, després que al Congrés de Deventer de 1908 fossin expulsats del partit juntament al poeta Hermann Gorter.

## Orígens
Així el 1909 fundaren el nou Partit Socialdemòcrata, que s'enfrontà directament amb el SDAP sobretot quan aquest va donar suport a la Primera Guerra Mundial, però la fractura definitiva arribà durant la Revolució Russa del 1917. A les eleccions de 1917, però, no va treure escó. A les de 1918, sí que va obtenir dos escons, un d'ells per a Wijnkoop, i formà un grup parlamentari amb la Lliga dels Cristians Socialistes.
El 1919 ambdós partits s'uniren i el SDP es va unir a la Komintern, qui l'obligà a canviar el nom pel de Partit Comunista d'Holanda. Gorter i Pannekoek abandonaren el partit. A les eleccions de 1922 el CPH va obtenir dos escons, un d'ells Tan Malaka, el primer diputat de les Índies Orientals Neerlandeses.

## Consolidació i enfrontaments interns
Després de les eleccions de 1925 la Komintern forçà posar en la direcció de Visser, cosa que provocà escissions, com la de Jacques de Kadt en la Lliga de Lluita Comunista i Clubs de Propaganda el 1924. De fons, la lluita entre Trotsky i Stalin. Wijnkoop i Henk Sneevliet foren expulsats per trotskistes i fundaren el Partit Socialista Revolucionari; el 1926 tota la secció de Rotterdam en fou expulsada, i amb Wijnkoop fundaren el Partit Comunista d'Holanda-Comitè Central. Totes tres llistes es presentaren a les eleccions de 1929 (el CPH i els dos dissidents), però només CPH i CPHCC obtingueren representació. La Komintern els obligà a fusionar-se el 1930.
El seu paper en la revolució indonèsia de 1930 li va fer guanyar 4 escons a les eleccions de 1933, un d'ells el nacionalista indonesi Rustam Effendi. A les de 1937 els va mantenir. Després de l'ocupació nazi el 15 de maig de 1940 organitzaren el moviment clandestí de resistència i fundà el Raad van Verzet (Consell de Resistència), el diari De Waarheid (la Veritat) i organitzà una vaga general el 1941. Uns 2.000 militants del partit van morir-hi a mans de la Gestapo o en lluita.

## Postguerra i guerra freda
Després de la Segona Guerra Mundial en fou nomenat cap Paul de Groot, i participà amb un ministre al gabinet Schermerhorn, i a les eleccions de 1946 va obtenir l'11% dels vots gràcies a la seva popularitat durant la resistència. Però en començar la guerra freda aquesta va decaure, sobretot després del cop de Txecoslovàquia de 1948, i a les eleccions de 1948 va perdre dos escons i dos més a les de 1952. El 1956 donaren suport la invasió d'Hongria i la seu del partit a Amsterdam fou atacada per una multitud. Alhora, el 1958 deixaren el partit els Bruggroep com Gerben Wagenaar i Henk Gortzak, acusats de ser agents de la CIA, i fundaren el Partit Socialista dels Treballadors, que el 1959 s'integrà en el Partit Socialista Pacifista, creat el 1957 amb dissidents del PvdA. A les eleccions de 1959 el CPN restà reduït a 3 escons. La seva postura a favor de la independència d'Indonèsia i en contra de l'OTAN i de la Comunitat Econòmica Europea el van isolar dels altres partits, fortament anticomunistes, i fou marginat de les comissions parlamentàries.

## Els anys seixanta i setanta
A les eleccions de 1963 va guanyar un escó. Però el conflicte entre l'URSS i la República Popular de la Xina de 1964 provocà l'escissió del Moviment d'Unitat Comunista dels Països Baixos. Arran d'això el CPN es mostrà ambigu en aquest enfrontament.
A les eleccions de 1967 fou nomenat cap Marcus Bakker i obté 4 escons. Guanyen certa respectabilitat en condemnar la invasió soviètica de Txecoslovàquia de 1968.
A les eleccions de 1971 obté sis escons i a les de 1972 en treu 7. Però la polarització del conflicte entre Dries van Agt i Joop den Uyl a les eleccions de 1977 el deixà amb dos escons. A les eleccions de 1981 participà en les mobilitzacions contra la bomba de neutrons i el 1982 obtingué l'alcaldia de Beerta.

## La fundació de GroenLinks
A les eleccions de 1982 fou nomenada cap Ina Brouwer, dona d'una nova generació, que s'aproxima a la nova esquerra i trenca el centralisme democràtic i defensa gais i feministes. Això provocà el trencament de la vella guàrdia, qui va fundar la Verbond van Communisten in Nederland (Lliga dels Comunistes als PB). A les eleccions de 1986 cap dels dos va treure escons. Això provocaria que el CPN s'aproximés definitivament al Partit Polític dels Radicals, al Partit Socialista Pacifista i al Partit Popular Evangèlic (EVP) per a fundar GroenLinks, que ja es presentaren plegats a les eleccions de 1989, amb Ina Brouwer com a cap de llista. El partit es va dissoldre dins aquesta formació el 1991.

## Resultats electorals

### Eleccions legislatives
| Any  | Líder           | Vots    | Vots  | Escons   |
| Any  | Líder           | No.     | %     | Escons   |
| ---- | --------------- | ------- | ----- | -------- |
| 1922 | David Wijnkoop  | 53,664  | 1.83  | 2 / 100  |
| 1925 | Lou de Visser   | 36,770  | 1.19  | 1 / 100  |
| 1929 | Lou de Visser   | 65,051  | 2.06  | 1 / 100  |
| 1933 | Lou de Visser   | 118,238 | 3.18  | 4 / 100  |
| 1937 | Lou de Visser   | 136,026 | 3.35  | 4 / 100  |
| 1946 | Gerben Wagenaar | 502,963 | 10.56 | 10 / 100 |
| 1948 | Gerben Wagenaar | 382,001 | 7.74  | 8 / 100  |
| 1952 | Henk Gortzak    | 328,621 | 6.16  | 6 / 100  |
| 1956 | Henk Gortzak    | 272,054 | 4.75  | 7 / 150  |
| 1959 | Paul de Groot   | 144,542 | 2.41  | 3 / 150  |
| 1963 | Paul de Groot   | 173,322 | 2.77  | 4 / 150  |
| 1967 | Marcus Bakker   | 248,318 | 3.61  | 5 / 150  |
| 1971 | Marcus Bakker   | 246,569 | 3.90  | 6 / 150  |
| 1972 | Marcus Bakker   | 330,398 | 4.47  | 7 / 150  |
| 1977 | Marcus Bakker   | 143,481 | 1.73  | 2 / 150  |
| 1981 | Marcus Bakker   | 178,292 | 2.05  | 3 / 150  |
| 1982 | Ina Brouwer     | 147,753 | 1.79  | 3 / 150  |
| 1986 | Ina Brouwer     | 57,847  | 0.63  | 0 / 150  |

### Senat
| Any       | Vots   | Vots | Escons |
| Any       | No.    | %    | Escons |
| --------- | ------ | ---- | ------ |
| 1946      |        |      | 4 / 50 |
| 1948      | 4 / 50 |      |        |
| 1951      | 3 / 50 |      |        |
| 1952      | 2 / 50 |      |        |
| 1955      | 2 / 50 |      |        |
| Juny 1956 | 1 / 50 |      |        |
| Oct 1956  | 4 / 75 |      |        |
| 1960      | 2 / 75 |      |        |
| 1963      | 1 / 75 |      |        |
| 1966      | 1 / 75 |      |        |
| 1969      | 1 / 75 |      |        |
| 1971      | 3 / 75 |      |        |
| 1974      | 4 / 75 |      |        |
| 1977      | 2 / 75 |      |        |
| 1980      | 1 / 75 |      |        |
| 1981      | 1 / 75 |      |        |
| 1983      | 2 / 75 |      |        |
| 1986      | 2 / 75 |      |        |
| 1987      | 1 / 75 |      |        |